# Nashville Skyline
Nashville Skyline è il nono album in studio di Bob Dylan, pubblicato nel 1969. Fu il primo album country rock di Dylan e rese noto il genere a nuove fasce di pubblico diventando promotore di un rinnovato interesse per la musica country; all'album non seguì nessun tour di concerti fino al 1974 quando Dylan tornò a suonare con The Band.

## Genesi
All'inizio del 1969 Dylan si era ritirato con la famiglia in una casa di campagna a Woodstock, vicino New York, allontanandosi dalla controcultura e dal movimento pacifista del quale, tramite le sue canzoni, era divenuto uno dei portavoce; si allontanò anche dal folk del quale era il principale esponente e, per niente interessato alle nuove tendenze musicali che si andavano sviluppando nel periodo grazie a band sperimentali come Velvet Underground e Grateful Dead, quando decise di tornare a comporre e registrare un nuovo album, si recò a Nashville dove registrò una serie di brani di genere country. Oltre allo stile anche la sua voce era cambiata, avendo sviluppato un timbro baritonale che Dylan poi raccontò fosse stato generato dalla decisione di smettere di fumare.
Come in seguito egli stesso scrisse, nel 1969, Dylan era sempre più frustrato dalla mancanza di privacy nella sua vita. Traslocare con la famiglia in campagna non era bastato a far desistere i suoi fan più accaniti dal cercare di introdursi nella sua proprietà molestando lui e il vicinato. «I vicini ci odiavano», affermò Dylan. «Per loro, non ero altro che un carrozzone carnevalesco». La paternità aveva anche cambiato le priorità nella vita di Dylan. Sposato e con tre figli, era all'epoca solo interessato a prendersi cura della famiglia e a tenersi fuori dai tumulti politici e di protesta sociale che pervadevano l'America sul finire degli anni sessanta. Nonostante questo, la stampa continuava però a dipingerlo come il portavoce della sua generazione.

## Titolo
Inizialmente Dylan avrebbe voluto intitolarlo John Wesley Harding Vol.2 mentre la casa discografica aveva proposto Love Is All There Is; altre ipotesi prese in considerazione prima di optare definitivamente per Nashville Skyline furono Lay Lady Lay e Girl From the North Country.

## Registrazione
Nel febbraio 1969, Dylan fece ritorno a Nashville per iniziare a lavorare a Nashville Skyline. Era ormai passato un anno dal suo ultimo album, John Wesley Harding e da 15 mesi non metteva piede in uno studio di registrazione.
Le sedute iniziarono nello Studio A della Columbia, il 12 febbraio, ma niente di quello che fu suonato quel giorno fu messo su nastro. Una seconda sessione ebbe luogo il giorno seguente e produsse le versioni finali di To Be Alone With You, I Threw It All Away, e One More Night. Dylan provò anche diverse take di Lay Lady Lay; canzone scritta nel 1968, una delle poche canzoni scritte da Dylan in quell'anno.
I brani di Nashville Skyline hanno un'atmosfera rilassata e senza troppe pretese, riflettendo l'atmosfera presente nello studio. «Prendevamo semplicemente una canzone, io la suonavo e tutti gli altri mi venivano dietro», ricordò Dylan in seguito. «Allo stesso tempo, c'era qualcuno in cabina di regia che registrava il tutto ed è così che l'album venne fuori».
Dylan iniziò anche a modulare la voce nel cantato in maniera melodica, suadente, molto diversa dalla sua solita intonazione, e molti ascoltatori del disco rimasero sorpresi da questa sua "nuova" voce. Dylan attribuì il cambiamento di tono al fatto che aveva smesso di fumare, ma parecchi dei suoi amici di vecchia data non faticarono a riconoscere il vecchio modo di cantare impostato che Bob utilizzava agli esordi durante le sue esibizioni alla "Ten O' Clock Scholar" di Minneapolis e al "Purple Onion Pizza Parlor" a Saint Paul, nell'inverno del 1960.
Le versioni definitive di Peggy Day, Tell Me That Isn't True, Country Pie e Lay Lady Lay furono completate il 14 febbraio. Durante la pausa di due giorni che seguì, Dylan scrisse un'altra canzone, Tonight I'll Be Staying Here With You.
Quando le sedute ripresero il 17 febbraio, si focalizzarono su Tonight I'll Be Staying Here with You, e la versione finale fu scelta tra undici take diverse. Uno strumentale provato all'inizio della seduta, intitolato Nashville Skyline Rag, venne rifinito per essere infine incluso nell'album.
Ad un certo punto delle sedute di registrazione, il cantautore Johnny Cash che stava registrando nello stesso studio, fece visita a Dylan e la sera uscirono insieme a cena; nei giorni successivi registrarono alcuni brani fra cui una nuova versione country di un brano tratto daThe Freewheelin’ Bob Dylan che fu poi la sola a essere inserita nell'album.
I due registrarono una serie di duetti, interpretando canzoni di Dylan come One Too Many Mornings e Don't Think Twice, It's All Right e una di Cash I Still Miss Someone. Nessuna di queste fu usata per il disco, ma Cash ritornò il giorno seguente per cantare ancora con Dylan. La seduta del 18 febbraio venne dedicata esclusivamente ai duetti con Cash. One Too Many Mornings e I Still Miss Someone furono riprovate e scartate una seconda volta. Vennero cantate anche Matchbox, That's All Right Mama, Mystery Train, Big River, I Walk the Line, e Guess Things Happen That Way, ma nessuna di queste sorpassò lo stato di abbozzo. Le cover di Jimmie Rodgers Blue Yodel #1 e #5, la celebre Ring of Fire di Cash (scritta dalla moglie, June Carter e da Merle Kilgore), You Are My Sunshine, Mountain Dew, la ballata tradizionale Careless Love, l'inno gospel Just A Closer Walk With Thee, How High The Water, e Wanted Man (canzone scritta specificatamente da Dylan per Cash) vennero tutte provate, ma ancora una volta non utilizzate. Alla fine solo uno dei duetti tra Dylan e Cash finì sul disco, Girl From The North Country (apparsa originariamente in The Freewheelin' Bob Dylan), e fu posizionata all'inizio dell'album come brano d'apertura. Cash scrisse anche le note di copertina per il disco premiate con un Grammy.
I ritocchi finali al disco vennero dati durante le sessioni del 19, 20, e 21 febbraio. Con i suoi 27 minuti totali di durata, il disco risultò il più breve mai inciso da Dylan durante la sua carriera fino ad allora.

## Brani
Agli inizi degli anni duemila Dylan è tornato a suonare Country Pie durante i suoi concerti. Inoltre venne eseguita dal gruppo britannico The Nice, unendola in un medley con l'Allegro del Concerto brandeburghese n. 6 di Johann Sebastian Bach, pubblicando la loro versione nell'album Five Bridges del 1970.
Tell Me That Isn't True è la voce di un uomo geloso che si ripromette di autoconvincersi che la sua donna gli è fedele nonostante le voci che circolano in paese.
Lay Lady Lay divenne uno dei più notevoli successi di Dylan, raggiungendo la posizione numero 7 in classifica negli Stati Uniti, e dandogli il suo singolo di maggior successo da tre anni a questa parte. Lay Lady Lay era stata originariamente scritta per la colonna sonora del film Un uomo da marciapiede, ma Dylan non la consegnò in tempo per essere inclusa nel film. Anche se all'inizio era recalcitrante sul far pubblicare la canzone come singolo, diede il suo assenso dietro le insistenze del presidente della Columbia Records Clive Davis.
I Threw It All Away fu il primo singolo estratto da Nashville Skyline, e narra della fine di una relazione amorosa.
Tonight I'll Be Staying Here with You fu scritta da Dylan nel 1969 durante una sosta in un motel, fu il terzo singolo estratto dal disco.

## Tracce
Testi e musiche di Bob Dylan.
1. Girl from the North Country (con Johnny Cash) – 3:41
2. Nashville Skyline Rag – 3:12
3. To Be Alone with You – 2:05
4. I Threw It All Away – 2:23
5. Peggy Day – 1:59
6. Lay Lady Lay – 3:20
7. One More Night – 2:25
8. Tell Me That It Isn't True – 2:45
9. Country Pie – 1:35
10. Tonight I'll Be Staying Here with You – 3:23

## Formazione
- Bob Dylan - voce, chitarra, armonica a bocca
- Johnny Cash - voce e chitarra in Girl from the North Country
- Charlie McCoy - chitarra, armonica
- Pete Drake - chitarra
- Kenneth A. Buttrey - batteria
- Charlie Daniels - basso, chitarra
- Bob Wilson - organo, pianoforte
- Norman Blake